# Kikunae Ikeda
Kikunae Ikeda (japanska: 池田菊苗), född 8 oktober 1864, död 3 maj 1936, var en japansk professor i kemi. Han upptäckte att det som gav bland annat kött, alger, och tomater smak var glutamat, som ger upphov till den femte grundsmaken umami.
Ikeda var professor i kemi vid Tokyos universitet. 1908 slog han fast att den kemiska smakstommen i kött och alger bestod av glutaminsyror, och att man för att få fram likadan smak likaväl kunde få fram syrorna och deras salter ur andra animaliska eller vegetariska proteiner. Den smak han syftade till döptes till umami vilket kan översättas ungefär till god/färsk smak. På språk som svenska och engelska används idag som regel det japanska namnet.
Ikeda uppfann också framställningen av natriumglutamat.